# Доходный дом Котлярова
Доходный дом И. В. Котлярова — ростовский памятник градостроительства и архитектуры. Расположен в Кировском районе города на улице Суворова. Построен в 1890 году. Как следует из названия, здание эксплуатировалось И. В. Котляровым. Также, с 1952 по 1999 годы в доме жил ростовский краевед Аркадий Айрумян, о чём свидетельствует мемориальная табличка на фасаде. С 1998 года зданию присвоен статус объекта культурного наследия России регионального значения.